# Жалмаханов, Рамазан Талгатович
Рамазан Талгатович Жалмаханов (англ. Ramazan Zhalmakhanov; род. 4 ноября 2002) — казахстанский шахматист, гроссмейстер (2024). Чемпион Казахстана (2022). Разделил 1—3 места на опен-турнире в Астане (2023). 
В составе сборной Казахстана — участник онлайн-олимпиады 2021. Сборная заняла 1-е место в группе A высшего дивизиона.

## Карьера
Первый тренер — Ирина Леонидовна Буланова.
Впервые о нём заговорили в апреле 2009 года. 6-летний алматинец, который тогда ещё даже не ходил в школу, выиграл в Павлодаре чемпионат Казахстана до 8 лет, причём на турнир он попал как исключение, так как минимальный возраст для участия — 7 лет.
В 2012 году стал победителем чемпионата Казахстана до 10 лет.
Участник чемпионата мира по рапиду и блицу (2021). Стартовав практически с последнего 111 места в Большой швейцарке ФИДЕ 2023, Жалмаханов набрал 5 очков из 11, заняв 69-е место.